# خلف أسوار الجامعة (فلم)
خلف أسوار الجامعة  فيلم دراما، كوميدي، جريمة مصري للمخرج نجدي حافظ  عام 1981، كتبت القصة والسيناريو والحوار ضحى نجدي. الفيلم من بطولة شويكار، سعيد صالح، يونس شلبي، صلاح السعدني، جميل راتب، وليلى حمادة  وتدور الأحداث حول ثلاثة من أبناء الريف الفقراء يلتحقون بجامعة القاهرة وما يحدث لهم، وعلاقة الطلبة باساتذتهم. تحدث مواقف ضاحكة كما تحدث جريمة قتل يتهم فيها الطلبة الثلاثة.
صدر الفيلم إلى دور العرض المصرية في 7 سبتمبر 1981.
منح موقع قاعدة بيانات الأفلام العربية «السينما.كوم» الفيلم درجة 6.2/ 10.

## طاقم التمثيل
شويكار: في دور نبوية (صاحبة العمارة المتصابية)
سعيد صالح: في دور حسن عبد الحميد (طالب كلية الآداب الكفيف)
يونس شلبي: في دور أحمد (السمسار المنتسب لكلية الآداب)
صلاح السعدني: في دور ميشيل متى غطاس (طالب كلية الطب)
جميل راتب: في دور الدكتور رمزي (أستاذ كلية الآداب العائد من الخارج)
ليلى حمادة: في دور إيمان حسن وصفي (طالبة كلية الآداب وإبنة عميد الكلية)
إبراهيم الشرقاوي: في دور سناء محمود عبد العزيز (طالب كلية الآداب)
حمادة سلطان: في دور سباك فقير
أحمد خميس: في دور حسن وصفي (عميد كلية الآداب)
نادية شمس الدين: في دور والدة أحمد (سيدة فقيرة لها 9 أبناء)
إبراهيم قدري: في دور سمسار
قدرية كامل: في دور صبرية (المتسولة)
صلاح يحيى: في دور بائع الروبابيكيا
صالح الإسكندراني: في دور عسكري الحجز
عبد الغني النجدي: في دور محمود عبد العزيز (والد الطالب سناء)
مدحت غالي: في دور وكيل النيابة
محمد عصمت: في دور توفيق خالد (المحامي)
جاهين هاشم: في دور موظف المدينة الجامعية
حمدية حسين: في دور والدة الطالب ميشيل
علي الشريف الصغير: في دور رجل بالحجز
مطاوع عويس: في دور رجل بالحجز
ميرفت شوقي: في دور الراقصة
بالاشتراك مع: شفيع شلبي – زكريا يوسف – روندا كومي – رضوان حافظ 
فيلم «خلف أسوار الجامعة» هو آخر أفلام الممثل عبد الغني النجدي الذي توفي في 20 مارس 1980 وعرض الفيلم بعد وفاته بعام.

## أحداث الفيلم
ثلاثة من أبناء الريف الفقراء يلتحقون بجامعة القاهرة، ويفدون إليها محملين بالآمال العريضة، سناء محمود عبد العزيز (إبراهيم الشرقاوي) بكلية الآداب، والكفيف حسن عبد الحميد (سعيد صالح) أيضاً بكلية الآداب، وميشيل متى غطاس (صلاح السعدني) بكلية الطب. يبحث الثلاثة عن غرفة يقيمون بها، يتعرفون على السمسار أحمد (يونس شلبي)، الذي كان أيضاً منتسباً لكلية الآداب، ويعمل لرعاية والدته (نادية شمس الدين) وإخوته الصغار الثمانية. يجد الطلبة حجرة بسطح عمارة الست نبوية (شويكار) بحارة حلق حوش، وترحب الأرملة المتصابية بالشباب، وتضع عينيها على سناء، وتطارده بجسدها وهو يقاومها بكل مايملك من إرادة، وتقدم لهم الطعام من أجل عيون سناء. يصطدم ميشيل بالتكاليف العالية للدراسة بكلية الطب، ويفكر في التحويل لكلية الآداب، بينما يتعرف حسن وأحمد على زميلتهم بالكلية الطالبة إيمان (ليلى حمادة)، وهي ابنة عميد الكلية (أحمد خميس)، ويحصلون منها على شرائط تسجيل المحاضرات، لعدم قدرتهم على شراء المراجع والكتب. يعود الدكتور رمزي (جميل راتب) من الخارج لينضم لهيئة التدريس، ولكنه لا يتواصل مع الطلبة، ولا يقترب منهم لمعرفة مشاكلهم وظروفهم الإجتماعية، فيفشل في توصيل علمه إليهم. تتحول مشاكل الطلبة الإجتماعية والمادية، من ملاحقة دروسهم في الجامعة، وفي نفس الوقت يتم قتل المتسولة العجوز صبرية (قدرية كامل)، التي تسكن غرفة البدروم في عمارة الست نبوية، ويتم سرقة ما لديها من ذهب ونقود التسول، ويتصادف وجود حسن الكفيف، وتتلطخ ملابسه بدماء القتيلة، ويمسك بالسكين التي قتلت بها، فتظهر بصماته على السكين، ويتم اتهام الأصدقاء الثلاثة، ومعهم أحمد، بقتل العجوز صبرية، ولكن نبوية تبيع مصاغها، وتوكل المحامى توفيق خالد (محمد عصمت) للدفاع عن الطلبة، لإيمانها ببرائتهم، وتستقبل ذويهم في منزلها، بعد قدومهم من قريتهم. تتمكن إيمان من إقناع الدكتور رمزى، بالتواصل مع الطلبة، ومعرفة مشاكلهم ليتمكن من إيصال علمه إليهم، ويقتنع الدكتور رمزي ببراءة الطلبة، ويسعى المحامي الكبير توفيق خالد (محمد عصمت) للدفاع عنهم، بعد أن تبرع باقى زملاءهم، بتكاليف المحامي، ولكن بائع الروبابيكيا (صلاح يحيى) يلاحظ أن السباك الفقير (حمادة سلطان) قد اشترى دراجة بخارية حديثة، فيشك في أمره، ويبلغ وكيل النيابة (مدحت غالي) الذي يستدعيه للتحقيق، ويضيق الخناق عليه، ليكتشف أنه قاتل العجوز، ويتم الإفراج عن الطلبة، الذين يتواصل معهم الدكتور رمزي، فيتمكنوا من إستيعاب دروسهم بالجامعة.

## استقبال الفيلم
كتبت نوران جمال على موقع صحيفة اليوم السابع في 8 سبتمبر 2012: «يعد فيلم» خلف أسوار الجامعة«من أوائل الأفلام التي سلطت الضوء حول علاقة الأستاذ الجامعي بالطلبة، حيث تدور أحداث الفيلم حول قصة أستاذ الجامعة (رمزي) الذي يعود من لندن بعد أن يحصل على الدكتوراه في الأدب الإنجليزي، ويصطدم بالطلبة ولا يستطيع التفاهم معهم»، وتنتهي المقالة قائلة: «ويكتشف (رمزي) أن طريقته مع الطلبة كانت خاطئة، فيغير منها ومن طريقة تدريسه.»
ذكر الناقد محمود قاسم في كتابه «المدينة والفيلم» الصادر عام 2018 وجود أفلام كثيرة تحمل عناوينها أسم مدينة وهذا: «يعطي تعبيراً مختصراً عن أشياء كثيرة تدور في هذا المكان المتسع»، وتطرق الكاتب ليتحدث عن ذكر الأماكن المختلفة في عناوين الأفلام أيضا وعلى وجه الخصوص الجامعات وذكر: «جامعة القاهرة كانت ذات مكانة خاصة لقصص الشباب والطلاب أكثر من أي جامعة أخرى في المدينة، ولا شك أن ذلك يرجع لعراقة الجامعة، وللبناء المعماري، المتمثل في الساعة، والقبة، والباب الحديد، ثم الشارع الممتد أمام الجامعة، إلى أن يصل المنظر إلى تمثال نهضة مصر»، وهذا ما نشاهده في بداية الفيلم من تصوير بوابة الجامعة الحديدي وقاعات المحاضرات، ويواصل الناقد متحدثاً عن استخدام فناء كلية الآداب في إعطاء شكل درامي للتصوير السينمائي قائلاً: «ان أفلاماً بعينها قامت في فناء الكلية وعلى رأسها»خللي بالك من زوزو" للمخرج حسن الإمام عام 1972، و"بنات في الجامعة" للمخرج عاطف سالم عام 1971، و"خلف أسوار الجامعة«للمخرج نجدي حافظ عام 1981، وذلك بصرف النظر عن القيمة الفنية للفيلم؟»
اعتمد إنتاج الفيلم على نجاح مسرحية «مدرسة المشاغبين» الصادرة عام 1971 وقام بتقديم الفيلم على أنه التالي للمسرحية حيث كتب على أفيشات الفيلم «أبطال مدرسة المشاغبين عندما يدخلون الجامعة».

## وصلات خارجية
- خلف أسوار الجامعة على موقع IMDb (الإنجليزية)
- خلف أسوار الجامعة على موقع الدهليز
- خلف أسوار الجامعة على موقع قاعدة بيانات الأفلام العربية
- خلف أسوار الجامعة على موقع كينوبويسك (الروسية)
- خلف أسوار الجامعة على موقع الدهليز

https://en.kinorium.com/2721838/ خلف أسوار الجامعة (فلم)